# Palmarés da Israel Start-Up Nation
A equipa de ciclismo profissional israelita Israel Start-Up Nation tem tido nos últimos anos as seguintes vitórias:

## Cycling Academy Team

### 2015

#### Circuitos Continentais UCI
| Data       | Circuito                | Carreiras                                  | Ganhador        |
| 9 de maio  | UCI Europe Tour de 2015 | 4.ª etapa do Tour do Azerbaijão            | Daniel Turek    |
| 14 de maio | UCI Europe Tour de 2015 | 1.ª etapa do Tour de Berlim                | Daniel Turek    |
| 17 de maio | UCI Europe Tour de 2015 | Visegrad 4 Bicycle Race-GP Polski Via Odra | Bartosz Warchoł |

#### Campeonatos nacionais
| Datas       | Carreiras                                 | Ganhador  |
| 24 de junho | Campeonato de Israel Contrarrelógio (CRI) | Yoav Bear |
| 27 de junho | Campeonato de Israel em Estrada           | Guy Sagiv |

### 2016

#### Circuitos Continentais UCI
| Data           | Circuito                 | Carreiras                    | Ganhador         |
| 4 de junho     | UCI Europe Tour de 2016  | Hets Hatsafon                | Gabay Guy        |
| 15 de junho    | UCI America tour de 2016 | 1.ª etapa do Tour de Beauce  | Mihkel Räim      |
| 18 de junho    | UCI America tour de 2016 | 4.ª etapa do Tour de Beauce  | Mihkel Räim      |
| 29 de junho    | UCI Europe Tour de 2016  | 1.ª etapa do Tour da Hungria | Mihkel Räim      |
| 2 de julho     | UCI Europe Tour de 2016  | 4.ª etapa do Tour da Hungria | Chris Butler     |
| 3 de julho     | UCI Europe Tour de 2016  | Tour da Hungria              | Mihkel Räim      |
| 14 de novembro | UCI Africa tour de 2016  | 1.ª etapa do Tour de Ruanda  | Guillaume Boivin |

#### Campeonatos nacionais
| Datas          | Carreiras                                 | Ganhador           |
| 7 de fevereiro | Campeonato da Namíbia em Estrada          | Dan Craven         |
| 18 de junho    | Campeonato de Israel Contrarrelógio (CRI) | Aviv Yechezkel     |
| 25 de junho    | Campeonato de Israel em Estrada           | Guy Sagiv          |
| 26 de junho    | Campeonato da Estónia em Estrada          | Mihkel Räim        |
| 26 de junho    | Campeonato de México em Estrada           | Luis Enrique Lemus |

## Israel Cycling Academy

### 2017

#### Circuitos Continentais UCI
| Data          | Circuito                 | Carreiras                           | Ganhador         |
| 3 de maio     | UCI Europe Tour de 2017  | 1.ª etapa do Tour do Azerbaijão     | Mihkel Räim      |
| 7 de maio     | UCI Europe Tour de 2017  | 5.ª etapa do Tour do Azerbaijão     | Krists Neilands  |
| 8 de junho    | UCI Europe Tour de 2017  | 1.ª etapa do Tour de Eslováquia     | Mihkel Räim      |
| 13 de agosto  | UCI America tour de 2017 | 4.ª etapa do Colorado Classic       | Mihkel Räim      |
| 25 de agosto  | UCI Europe Tour de 2017  | 2.ª etapa do Baltic Chain Tour      | Ben Perry        |
| 10 de outubro | UCI Asia tour de 2017    | Prólogo do Tour do Lago Taihu (CRI) | Guillaume Boivin |

#### Campeonatos nacionais
| Datas       | Carreiras                                 | Ganhador        |
| 17 de junho | Campeonato de Israel Contrarrelógio (CRI) | Guy Sagiv       |
| 24 de junho | Campeonato de Israel em Estrada           | Roy Goldstein   |
| 25 de junho | Campeonato da Letónia em Estrada          | Krists Neilands |

### 2018

#### Circuitos Continentais da UCI
| Data           | Circuito                | Corridas                            | Ganhador         |
| 13 de março    | UCI Asia Tour de 2018   | 3.ª etapa do Tour de Taiwan         | Edwin Ávila      |
| 21 de abril    | UCI Europe Tour de 2018 | 2.ª etapa da Volta a Castela e Leão | Mihkel Räim      |
| 22 de abril    | UCI Europe Tour de 2018 | 3.ª etapa da Volta a Castela e Leão | Rubén Plaza      |
| 22 de abril    | UCI Europe Tour de 2018 | Volta a Castela e Leão              | Rubén Plaza      |
| 23 de maio     | UCI Asia Tour de 2018   | 3.ª etapa do Tour do Japão          | Mihkel Räim      |
| 31 de maio     | UCI Asia Tour de 2018   | 2.ª etapa do Tour da Coreia         | Mihkel Räim      |
| 15 de junho    | UCI Europe Tour de 2018 | Dwars door het Hageland             | Krists Neilands  |
| 9 de julho     | UCI Europe Tour de 2018 | 3.ª etapa da Volta à Áustria        | Ben Hermans      |
| 14 de julho    | UCI Europe Tour de 2018 | Volta à Áustria                     | Ben Hermans      |
| 24 de agosto   | UCI Europe Tour de 2018 | Great War Remembrance Race          | Mihkel Räim      |
| 27 de setembro | UCI Europe Tour de 2018 | Famenne Ardenne Classic             | Guillaume Boivin |

#### Campeonatos nacionais
| Datas       | Corridas                                  | Ganhador        |
| 23 de junho | Campeonato de Israel Contrarrelógio (CRI) | Omer Goldstein  |
| 30 de junho | Campeonato de Israel em Estrada           | Roy Goldstein   |
| 1 de julho  | Campeonato da Letónia em Estrada          | Krists Neilands |
| 1 de julho  | Campeonato da Estónia em Estrada          | Mihkel Räim     |

### 2019

#### Circuitos Continentais da UCI
| Data            | Circuito                 | Corridas                                                                    | Ganhador         |
| 27 de fevereiro | UCI Africa Tour de 2019  | 4.ª etapa do Tour de Ruanda                                                 | Edwin Ávila      |
| 30 de março     | UCI Europe Tour de 2019  | Clássica de Loire-Atlantique                                                | Rudy Barbier     |
| 12 de abril     | UCI Europe Tour de 2019  | 1.ª etapa do Grande Prêmio Internacional de Fronteiras e a Serra da Estrela | Edwin Ávila      |
| 14 de abril     | UCI Europe Tour de 2019  | Grande Prêmio Internacional de Fronteiras e a Serra da Estrela              | Edwin Ávila      |
| 25 de abril     | UCI Europe Tour de 2019  | 1.ª etapa da Volta a Castela e Leão                                         | Davide Cimolai   |
| 26 de abril     | UCI Europe Tour de 2019  | 2.ª etapa da Volta a Castela e Leão                                         | Davide Cimolai   |
| 27 de abril     | UCI Europe Tour de 2019  | Volta a Castela e Leão                                                      | Davide Cimolai   |
| 23 de maio      | UCI Europe Tour de 2019  | Prólogo do Tour da Estónia (CRI)                                            | Matthias Brändle |
| 24 de maio      | UCI Europe Tour de 2019  | 1.ª etapa do Tour da Estónia                                                | Rudy Barbier     |
| 25 de maio      | UCI Europe Tour de 2019  | 2.ª etapa do Tour da Estónia                                                | Mihkel Räim      |
| 25 de maio      | UCI Europe Tour de 2019  | Tour da Estónia                                                             | Mihkel Räim      |
| 13 de junho     | UCI Europe Tour de 2019  | 2.ª etapa do Volta à Hungria                                                | Krists Neilands  |
| 14 de junho     | UCI Asia Tour de 2019    | 3.ª etapa do Tour da Coreia                                                 | Benjamin Perry   |
| 15 de junho     | UCI Europe Tour de 2019  | 4.ª etapa do Volta à Hungria                                                | Krists Neilands  |
| 16 de junho     | UCI Europe Tour de 2019  | Volta à Hungria                                                             | Krists Neilands  |
| 10 de julho     | UCI Europe Tour de 2019  | 4.ª etapa da Volta à Áustria                                                | Ben Hermans      |
| 12 de julho     | UCI Europe Tour de 2019  | Volta à Áustria                                                             | Ben Hermans      |
| 29 de julho     | UCI Europe Tour de 2019  | 3.ª etapa do Tour de Valônia                                                | Davide Cimolai   |
| 14 de agosto    | UCI America Tour de 2019 | 2.ª etapa do Tour de Utah                                                   | Ben Hermans      |
| 15 de agosto    | UCI America Tour de 2019 | 3.ª etapa do Tour de Utah                                                   | Ben Hermans      |
| 18 de agosto    | UCI America Tour de 2019 | Tour de Utah                                                                | Ben Hermans      |
| 21 de agosto    | UCI Europe Tour de 2019  | Veenendaal Veenendaal Classic                                               | Zakkari Dempster |
| 13 de setembro  | UCI Europe Tour de 2019  | 3.ª etapa do Tour de Roménia                                                | Mihkel Räim      |
| 18 de setembro  | UCI Europe Tour de 2019  | Grande Prêmio de Valônia                                                    | Krists Neilands  |
| 8 de outubro    | UCI Europe Tour de 2019  | Binche-Chimay-Binche                                                        | Tom Van Asbroeck |
| 9 de outubro    | UCI Asia Tour de 2019    | Prólogo do Tour do Lago Taihu (CRI)                                         | Matthias Brändle |

#### Campeonatos nacionais
| Datas       | Corridas                                   | Ganhador         |
| 19 de maio  | Campeonato da Áustria Contrarrelógio (CRI) | Matthias Brändle |
| 15 de junho | Campeonato de Israel Contrarrelógio (CRI)  | Guy Niv          |
| 27 de junho | Campeonato da Letónia Contrarrelógio (CRI) | Krists Neilands  |
| 29 de junho | Campeonato de Israel em Estrada            | Guy Sagiv        |

## Israel Start-Up Nation

### 2020

#### UCI WorldTour
| Data          | Corridas                     | Ganhador      |
| 10 de outubro | 8.ª etapa do Giro d'Italia   | Alex Dowsett  |
| 22 de outubro | 3.ª etapa da Volta a Espanha | Daniel Martin |

#### UCI ProSeries
| Data          | Corridas                      | Ganhador     |
| 26 de janeiro | 1.ª etapa da Volta a San Juan | Rudy Barbier |

#### Circuitos Continentais da UCI
| Data            | Circuito                | Corridas                        | Ganhador        |
| 20 de fevereiro | UCI Europe Tour de 2020 | 1.ª etapa do Tour de Antalya    | Mihkel Räim     |
| 3 de março      | UCI Europe Tour de 2020 | Le Samyn                        | Hugo Hofstetter |
| 19 de setembro  | UCI Europe Tour de 2020 | 4.ª etapa do Tour da Eslováquia | Rudy Barbier    |

#### Campeonatos nacionais
| Datas          | Corridas                                   | Ganhador         |
| 20 de agosto   | Campeonato da Estónia em Estrada           | Norman Vahtra    |
| 22 de agosto   | Campeonato da Áustria Contrarrelógio (CRI) | Matthias Brändle |
| 6 de novembro  | Campeonato de Israel Contrarrelógio (CRI)  | Guy Sagiv        |
| 21 de novembro | Campeonato de Israel em Estrada            | Omer Goldstein   |